# 南塞勒姆 (紐約州)
南塞勒姆（英語：South Salem）是位於美國紐約州西徹斯特縣的非建制地區。

## 歷史
南塞勒姆的郵局自1813年營運至今。

## 地理
南塞勒姆所處的海拔為高於海平面165米（即541英呎），而該地所採用的時區為UTC-5，即北美东部时区（EST）。同時該地設有夏令時間，為UTC-5調快一小時，即UTC-4（EDT）。